# Chaînons Boundary
Les chaînons Boundary (en anglais : Boundary Ranges) sont des montagnes de la chaîne Côtière des chaînes côtières du Pacifique. Elles sont situées en Colombie-Britannique et au Yukon, au Canada, mais aussi en Alaska, aux États-Unis. Plus précisément, elles sont au nord des chaînons Kitimat, sur une superficie d'environ 87 101 km2. Le point culminant est le mont Ratz avec 3 090 m.